# طارق (اسم)

طارق هو اسم عربي يستعمل للذكور. وهو اشتقاق من الأصل الثلاثي طرق.

## المعنى
و اسمُ علمٍ مذكّر عربيّ، ومعناه: الرّجل الذي يأتي في وقت متأخر من اللّيل ويطرق الباب، وقد حدّد الوقت ليلًا؛ لأنّ الذي يأتي في النّهار لا يحتاج لطرق الأبواب لكونها مفتوحة، ولا يُطلق هذه الاسم للمؤنث، وذلك لأن الأنثى لا تخرج في الّليل، وقيل للرّجل الذي يطرق بالمطرقة طارق، وله معنى كوكب الصبح وهو الزُّهرة، أو النّجم الثاقب كما ورد في سورة الطّارق إذ قال تعالى:{وَالسَّمَاءِ وَالطَّارِقِ * وَمَا أَدْرَاكَ مَا الطَّارِقُ}، وقيل إنّ مضيق جبل الطّارق سمّي بذلك نسبة لعابره طارق بن زياد، ويُكتب باللّغة الإنجليزيّة بهذا الشكل:Tareq 
هناك أسماء تشترك مع اسم طارق في المعنى وتختلف معها في الأحرف ومنها:
نجم: هو اسمُ علمٍ مذكّر عربي، مؤنثه: نَجمة، ويعني الكوكب الشديد اللّمعان في السّماء، وقيل هو نوعٌ من أنواع النّبات، والبعض يستخدم هذا الاسم كاسم مركب دينيّ فيقولون: نجم الدين، ويعني نور الدين.
نجميّة: هو اسمُ علمٍ مؤنّث عربي، وهو اسم منسوبٌ إلى النّجم، ويعني البريق واللّمعان.
ثريا: هو اسمُ علمٍ مؤنّث عربي، وهو اسم لمجموعة كواكب وعددها سبعة، وسُميت بذلك لكثرة الكواكب التي تتكون منها هذه المجموعة مع اجتماعها في مكان ضيق